# Attacco chimico di Ghūṭa
L'attacco chimico di Ghūṭa è un episodio accaduto la mattina del 21 agosto 2013 durante la guerra civile siriana in cui alcune aree controllate dai ribelli nei sobborghi orientali e meridionali di Damasco, sono state colpite da missili superficie-superficie contenenti l'agente chimico sarin. Ribelli e governo siriano si accusarono a vicenda di aver perpetrato l'attacco.
Il numero complessivo di morti non fu definito. Le stime variarono da "almeno 281" a 1.729 morti. Se venissero confermate le cifre più alte, questo attacco chimico risulterebbe il più grave episodio verificatosi dall'attacco chimico di Halabja, durante la guerra Iran-Iraq.
Le indagini svolte dalle Nazioni Unite dal 25 al 31 agosto 2013 rivelano chiare tracce di gas sarin nel terreno e sui cadaveri nelle zone colpite e accerta che la tipologia di gas è quello contenuto nei depositi siriani. Tuttavia non viene indicato chi possa essere il responsabile, essendo anche i ribelli nella possibilità di accedere ai depositi.
L'attacco ebbe una forte ripercussione a livello internazionale. Infatti il presidente degli Stati Uniti, Barack Obama, nell'agosto 2012 aveva indicato come "linea rossa" per un possibile intervento armato contro la Siria proprio l'utilizzo di armi chimiche. La comunità internazionale si divide, con Stati Uniti, paesi membri della NATO, Unione europea e Lega Araba che accusarono il governo di Bashar al-Assad, mentre la Russia e l'Iran appoggiarono il governo siriano, accreditando l'ipotesi di un attacco perpetrato dai ribelli.
La netta opposizione russa ad un intervento militare internazionale in Siria impedì una risoluzione ONU. Inoltre la forte opposizione dell'opinione pubblica e l'incertezza sulle conseguenze di un intervento militare frenano le nazioni più orientate all'attacco.
Su iniziativa russa, la crisi internazionale si risolve con l'adesione della Siria alla Convenzione sulle armi chimiche implicante la distruzione sotto egida ONU dell'arsenale chimico siriano.

## Eventi

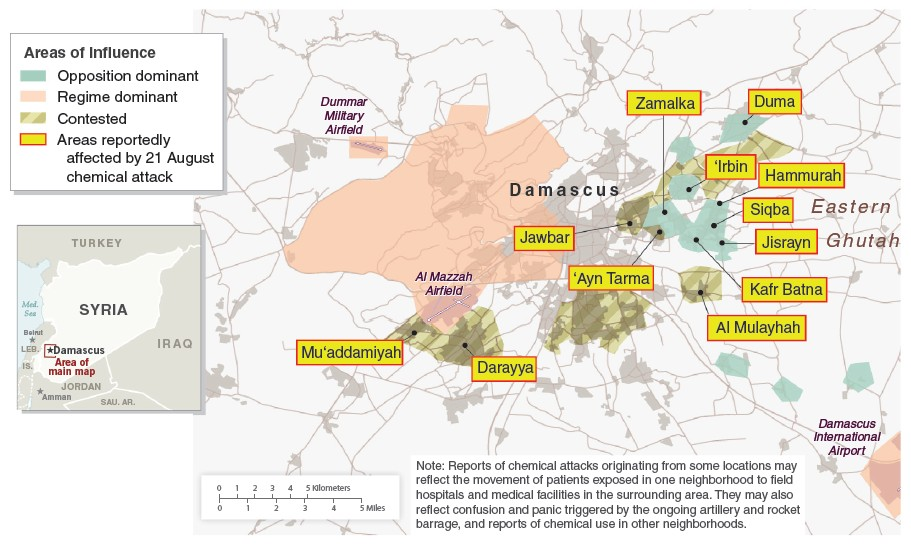
Mappa delle "aree di influenza" e delle "aree colpite dall'attacco chimico del 21 agosto" pubblicata dal governo statunitense il 30 agosto 2013: in rosso le aree controllate dal governo siriano, in verde quelle controllate dall'opposizione, nei box gialli le aree colpite dall'attacco

Secondo parte della comunità internazionale, sono state utilizzate armi chimiche contro gli insorti, in un attacco effettuato nella periferia della capitale, il 21 agosto 2013. Per verificare la veridicità di tale violazione, l'ONU ha effettuato, dopo cinque giorni dall'attacco, ispezioni sia negli ospedali in cui sono curati i superstiti sia nei siti sottoposti a tale attacco.
In un'intervista a Le Figaro (il 2 settembre) e poi il 9 alla CBS (che verrà trasmessa lunedì 16), Assad ha smentito l'uso di armi chimiche il 21 agosto e minacciato ritorsioni in caso di attacco USA.
Il 28 agosto 2013 lo speaker alla Camera dei Rappresentanti John Boehner ha inviato una lettera a Obama nella quale concorda sull'esistenza delle prove dell'uso delle armi chimiche e che la Siria con questo atto abbia superato la red-line del non-intervento, e chiede i dettagli operativi e la giustificazione legale di un attacco statunitense. La lettera segue quella del 26 agosto, in cui invita il Presidente a non prendere decisioni unilaterali e a consultare il Congresso, prima di autorizzare qualsiasi azione militare.
L'interpretazione di tali eventi, fatti dagli Stati Uniti, non viene accettata dalla Russia, per la quale le prove non sono sufficienti a dimostrare un coinvolgimento del regime siriano nel lancio di tali ordigni. Tale contrapposizione venne ad aumentare con l'intenzione di Mosca di difendere il regime da ogni possibile embargo e aumentando la presenza militare in Siria.
Il 14 settembre 2013, a Ginevra, viene siglato un accordo tra gli Stati Uniti e la Russia con cui si stabilisce la distruzione delle armi chimiche in mano alla Siria entro la prima metà del 2014. Qualora il governo siriano non dovesse collaborare alla distruzione, verrebbe richiesta una risoluzione all'ONU in cui potrebbe essere paventato anche l'uso della forza.
Lunedì 16 settembre 2013 il team indipendente delle Nazioni Unite incaricato di verificare l'eventuale uso di armi chimiche in Siria ha consegnato il suo rapporto definitivo al segretario generale dell'ONU Ban Ki-moon. Il rapporto, lungo 38 pagine, ha confermato che le «armi chimiche sono state usate relativamente su larga scala nel conflitto tra le due parti in Siria, anche contro i civili, inclusi i bambini». Nel rapporto, come previsto, non sono stati individuati esplicitamente i responsabili dell'attacco del 21 agosto: l'inchiesta del team guidato dallo scienziato svedese Ake Sellstrom è stata principalmente di tipo tecnico, cioè si è limitata a stabilire se siano state usate armi chimiche in Siria, ma non ha indagato su chi le abbia usate. Il rapporto comunque ha fornito delle prove significative dell'uso di gas sarin in tre quartieri diversi di Ghuta, sobborgo a est di Damasco: gli ispettori dell'ONU hanno spiegato di avere raccolto sui posti bombardati prove mediche, chimiche e ambientali fino al 31 agosto, giorno in cui hanno lasciato il paese.
Ban Ki-moon riceve ufficialmente il 28 settembre Ahmad Jarba, presidente del Governo provvisorio siriano, ostile ad al-Assad.